# ワンダー☆ウインター☆ヤッター!!
ワンダー☆ウインター☆ヤッター!!は、五條真由美による楽曲。東映アニメーション製作のテレビアニメ『ふたりはプリキュアMax Heart』後期エンディングテーマ。

## 概要
2005年に放送されたアニメ『ふたりはプリキュアMax Heart』のエンディングが11月に変更されるのに合わせて制作された。放送開始時期に合わせ、冬をテーマにした楽曲となっている。
2011年2月よりマーベラスエンターテイメントのCD販売委託先が従来のジェネオン・ユニバーサル・エンターテイメントジャパンからソニー・ミュージックディストリビューションに変更になったのに伴い、主題歌CDが再発売されており、本曲も「DANZEN!ふたりはプリキュア (Ver. Max Heart)」再発売版CDに3曲目として追加収録されている。

## 収録曲
1. ワンダー☆ウインター☆ヤッター!!
作詞：青木久美子、作曲：間瀬公司、編曲：佐藤直紀、歌：五條真由美
テレビアニメ『ふたりはプリキュアMax Heart』後期エンディングテーマ
ABCラジオ『吉田仁美のプリキュアラジオ キュアキュア♡プリティ』2014年12月エンディングテーマ
2. 木枯しのDing Dong
作詞：大森祥子、作曲：間瀬公司、編曲：樫原伸彦、歌：五條真由美
3. ワンダー☆ウインター☆ヤッター!! (オリジナル・カラオケ)
4. 木枯しのDing Dong (オリジナル・カラオケ)